# Колтунова Юлія Миколаївна
Колтунова Юлія Миколаївна (4 травня 1989) — російська стрибунка у воду.
Срібна медалістка Олімпійських Ігор 2004 року, учасниця 2012 року. Чемпіонка Європи 2013 року.